# League of Legends Championship Pacific
League of Legends Championship Pacific(リーグ・オブ・レジェンド チャンピオンシップ・パシフィック 略称:LCP)は、2025年からアジア太平洋地域(APAC)で行われているLeague of Legendsの地域的なプロeスポーツリーグ。
各年で「Season kickoff」「Mid Season」「Season Finals」の3スプリットに分かれており、各スプリットの成績上位チームがMid-Season Invitational(MSI)やWorlds(WCS)など国際大会への参加権を得ることができる。
出場するチームは4チームずつ「パートナーチーム」と「ゲストチーム」に分かれている。Season Final後、ゲストチームの中から2チームが地域リーグ(LJL,PCS,VCSなど)との昇格/降格トーナメントに進むが、パートナーチームは成績に関係なく免除される。

## 参加チーム
2025年現在
パートナーチーム
- TALON(PCS)
- CTBC Flying Oyster(PCS)
- Fukuoka SoftBank HAWKS Gaming(LJL)
- GAM Esports(VCS)

ゲストチーム
- MGN Viking Esports(VCS)
- DetonatioN FucusMe(LJL)
- Team Secret Whales(VCS)
- The Chiefs Esports Club(LCO)

## 試合方式[2][3]
Season Kickoff
レギュラーシーズン:BO3シングルラウンドロビン形式で対戦。上位6チームがQUALFYING_Seriesへ。
Qualfying_series:BO3とBO5での部分的なダブルエリミネーション。優勝チームがFirst Standへ。
Mid Season
レギュラーシーズン:BO1ダブルラウンドロビン。上位6チームがQualfying Seriesへ。
QS:ダブルエリミネーション方式。上位2チームがMSIへ。
Season Final
レギュラーシーズン/グループステージ:Mid seasonの上位4チームがcontender、下位4チームがbreakoutに分かれBo3シングルロビン。
グループブレイカー:Condenter下位2チームとBreakout上位2位チームがBo3で対決し、勝者はCondenter、敗者はBreakoutへ。
グループシードブラケット:各グループでBo3ダブルエリミネーションブラケットを行い、Condenter全チームとBreakout上位2チームがプレイオフ進出。
プレイオフ:Bo3とBo5のダブルエリミネーション。上位3チームがWCSへ。
昇格/降格トーナメント
降格枠には2つの種類がある。(WCSに出場するチームとパートナーチームは免除。)
FFA:地域リーグに関係なくSeason finalで成績最下位のゲストチーム。
地域競技性:残る降格候補のゲストチーム内で、同一リージョンのチームが複数ある場合はそのリージョン内の下位チーム。そうでなければ2番目に成績の低いゲストチーム。

## 結果
| 年度 | スプリット     | 優勝               | 2位         | 3位                |
| ---- | -------------- | ------------------ | ----------- | ------------------ |
| 2025 | Season Kickoff | CTBC Flying Oyster | Talon       | MGN Viking Esports |
| 2025 | Midseason      | CTBC Flying Oyster | GAM Esports | Talon              |
| 2025 | Season final   |                    |             |                    |